# Smilets
Smilets (bulgare: Смилец ), ou Smiletz, est tsar des Bulgares de 1292 à sa mort, en 1298. Boyard issu de la noblesse, il gouverne avec ses frères Voisil et Radoslav la région de Srednogorié avant d'être nommé tsar par le khan mongol Nogaï en remplacement de Georges Ier Terter qui s'était enfui à Constantinople. Il épouse une nièce de Michel VIII Paléologue, connue sous le nom de Smiltsena (en), ce qui lui permet de maintenir la paix avec l'Empire byzantin. Son règne est marqué par la domination mongole.
À sa mort en 1298, son épouse tente de prendre la tête du pays et lutte désespérément pour sauvegarder les droits de son jeune fils, Ivan (en). Pour ce faire, elle donne en mariage sa fille Théodora (en) à Stefan Uroš III Dečanski de Serbie, et son autre fille Marina (en) au boyard d’origine coumane Aldimir (en). Elle doit finalement renoncer face aux prétentions de Tzaka et des Mongols puis de Théodore Svetoslav, le fils de Georges Ier Terter.

## Union et descendance
Smiltez avait épousé
1) Ne fille de Constantin Ier Asên morte ou répudiée vers 1292, dont :
- Ioannés moine sous le nom de Joasaph.
- Théodora qui épouse en 1298 Stefan Uroš III Dečanski de Serbie.
- Ne une fille qui épouse en 1298 le boyard Eltimir frère du roi Georges Ier Terter.

2) Ne Palaiologos fille de Constantin Angelos-Komnenos-Doukas-Palaiologos dont
- Ivan prétendant au trône de Bulgarie. Sa mère tente de le faire reconnaître comme tsar avant d’être expulsée avec lui de Tărnovo, en 1299. Il se réfugie à Constantinople où il adopte le nom de Ioannès Komnenos-Doukas-Angelos-Branas-Palaiologos avant de devenir moine